# Милена Маркова
Милена Маркова, по прякор Маца, е българска актриса. 

## Биография
Милена Маркова е родена на 8 март 1977 година в Бургас, България, в семейство на актьори. Тя самата е актриса 4-то поколение. Прадядо ѝ Лефтер Бояджиев е режисьор и съосновател на театъра в Силистра. Баба ѝ по майчина линия е известната актриса и оперетна певица Ана Болгурова-Бояджиева, родом от Пловдив. Баща ѝ Емил Марков, неговият брат Митко Марков и майка ѝ Аглика Бояджиева също са актьори.
През 2000 г. завършва НАТФИЗ „Кръстю Сарафов“ със специалност „Актьорско майсторство за драматичен театър“ в класа на проф. Стефан Данаилов.
През 2001 година получава наградата „Аскеер“ за изгряваща звезда за ролята си на Боряна по едноименната пиеса на Йордан Йовков.
Взема участие в телевизионните предавания „Аламинут“ и в третия сезон на „Форт Бояр“, излъчвани по bTV.
Играе и в постановките „Бардак“, „Бившата жена на моя живот“.
От 2011 до 2013 г. играе ролята на Гери в сериала „Етажна собственост“, излъчван по Нова телевизия.
През 2020 г. участва и във втория сезон на „Маскираният певец“ като гост-участник под маската на Коконата.
През 2022 г. участва в „Мелофобия“ в театър „Сълза и смях“, където играят Милица Гладнишка, Иван Велчев и Никеца, с режисьор Цвети Пеняшки.

## Филмография
- „Етажна собственост“ (2011 - 2013) – Гери
- „Мишо и Виктория завинаги“ (2019), късометражен филм

## Кариера в дублажа
Маркова се занимава с дублаж на анимационни филми от 2015 г.

### Роли в дублажа
- „Напред“ – Спектър, 2020
- „Ой, къде изчезна Ной!“ – Хейзъл, 2015
- „Ой, къде изчезна Ной! 2“ – Хейзъл, 2022[6]
- „Седмото джудже“ – Деламорта, 2015[7]
- „Червената обувчица и седемте джуджета“ – Реджина, 2020
- „Чуден свят“ – Калисто Мал, 2022